# NGC 3689
NGC 3689 é uma galáxia espiral barrada (SBc) localizada na direcção da constelação de Leo. Possui uma declinação de +25° 39' 41" e uma ascensão recta de 11 horas, 28 minutos e 10,8 segundos.
A galáxia NGC 3689 foi descoberta em 6 de Abril de 1785 por William Herschel.